# 戚家基
戚家基（英語：Peter Tsi，1965年—），香港導演、編劇、監製。

## 經歷
1965年出生於香港，1983年入讀多倫多大學商學院，攻讀商業學士，1987年回港，任職於日本第一勸業銀行。1991年，擔任香港影業協會行政主管，曾參與編寫電影《重案實錄O記》《省港一號通緝犯》的劇本，1996年，加入香港有線電視，擔任節目總監以及線上發展總監。2001年，被委任為香港國際電影節總監，2009年，進入導演陳可辛的人人電影有限公司（Cinema Poplar），參與製作《十月圍城》、《神奇俠侶》、《血滴子》等片。2010年，進入華特迪士尼影業，擔任北京分公司副總裁、院線電影創作總監。
2012年，轉戰影壇，首部執導作品為邵氏兄弟電影《刑警兄弟》。2013年，與柯孟融聯合執導台灣電影《打噴嚏》。近年來多參與香港電視劇的製作，作品包括《暖男爸爸》《弊傢伙！我要去祓魔》等。

## 電影作品

### 導演
- 《刑警兄弟》
- 《打噴嚏》

### 編劇
- 《特警新人類》
- 《賤精先生》
- 《天作之盒》
- 《千機變II之花都大戰》
- 《2012我愛HK喜上加囍》
- 《2013我愛HK恭囍發財》
- 《刑警兄弟》

### 監製
- 《願望樹》
- 《神奇俠侶》
- 《2012我愛HK喜上加囍》
- 《2013我愛HK恭囍發財》

## 電視劇作品
- 《暖男爸爸》
- 《弊傢伙！我要去祓魔》

## 外部連結
- 戚家基的Instagram帳戶
- 戚家基的Threads
- 戚家基在互联网电影资料库（IMDb）上的資料（英文）
- 戚家基在香港影庫上的簡介
- 戚家基在豆瓣上的资料（简体中文）